# Eckerd Tennis Open 1984
L'Eckerd Tennis Open 1984 è stato un torneo di tennis giocato sul cemento. È stata la 12ª edizione del torneo, che fa parte del Virginia Slims World Championship Series 1984. Si è giocato a Tarpon Springs negli Stati Uniti, dall'8 al 14 ottobre 1984.

## Campionesse

### Singolare
Michelle Torres ha battuto in finale  Carling Bassett con il punteggio di 6–1, 7–6

### Doppio
Carling Bassett /  Elizabeth Sayers hanno battuto in finale  Mary Lou Daniels /  Wendy White con il punteggio di 6–4, 6–3